# Phyllophaga totoreana
Phyllophaga totoreana är en skalbaggsart som beskrevs av Moron 2006. Phyllophaga totoreana ingår i släktet Phyllophaga och familjen Melolonthidae. Inga underarter finns listade i Catalogue of Life.